# Hebron (Maryland)
Hebron es un pueblo ubicado en el condado de Wicomico en el estado estadounidense de Maryland. En el año 2010 tenía una población de 1084 habitantes y una densidad poblacional de 985,45 personas por km².

## Geografía
Hebron se encuentra ubicado en las coordenadas 38°25′5″N 75°41′16″O / 38.41806, -75.68778.

## Demografía
Según la Oficina del Censo en 2000 los ingresos medios por hogar en la localidad eran de $36.750 y los ingresos medios por familia eran $40.694. Los hombres tenían unos ingresos medios de $30.500 frente a los $18.068 para las mujeres. La renta per cápita para la localidad era de $14.400. Alrededor del 13,4% de la población estaba por debajo del umbral de pobreza.